# Andres Petrov
Andres Petrov, född 15 oktober 1996, är Estlands första professionella snookerspelare. Petrov blev proffs i början av säsongen 2022/23 efter att ha vunnit EBSA European Snooker Championship.

## Bakgrund
Andres Petrov föddes i Tallinn. Hans far, Boriss Petrov, är ishockeytränare för ungdomar. Petrov tog examen från Tallinn High School of Humanities 2015 och från Tallinn University, med en examen i ungdomsarbete 2018.

## Karriär
Petrov började spela snooker 2009. År 2017 nådde han finalen i EBSA European Snooker Championship för första gången, där han förlorade med 7-3 mot Chris Totten, och nådde särskilt de 64 sista av Riga Masters 2019 som amatör. Han blev proffs 2022 efter att ha vunnit EM i snooker med en 5-3-seger över Ben Mertens i finalen.

## Titlar

### Övriga titlar
- EBSA European Snooker Campionship – 2022